# Olavius prodigus
Olavius prodigus är en ringmaskart som beskrevs av Erséus 1993. Olavius prodigus ingår i släktet Olavius och familjen glattmaskar. Inga underarter finns listade i Catalogue of Life.